# Попытка государственного переворота в Саудовской Аравии (1969)
Попытка государственного переворота в Саудовской Аравии (араб. محاولة الانقلاب في السعودية 1969‎) в 1969 году была неудавшимся государственным переворотом, спланированным многочисленными высокопоставленными членами Королевских военно-воздушных сил Саудовской Аравии, в результате которого король Фейсал приказал арестовать сотни офицеров, включая нескольких генералов. Аресты были произведены совместными усилиями американской ЦРУ и саудовской службой разведки во главе с Камалем Азамом  . Предыдущая попытка государственного переворота также имела место против короля Фейсала в 1966 году.

## Предпосылки
В 1946 году по настоянию британцев было создано министерство обороны. Изначально Министерство обороны и авиации было создано для того, чтобы взять на себя полную ответственность за безопасность в стране. Но после первой попытки государственного переворота в 1955 году король Сауд отделил Национальную гвардию Саудовской Аравии (НГСА), чтобы регулярная армия и НГСА уравновешивали друг друга. Позже Сауд признался послу США, что «отклонил предложения об объединении различных сил обороны, опасаясь заговора».
Для дома Саудитов регулярная армия часто казалась неизбежным злом, и к ней справедливо относились с подозрением, поскольку армия была местом нескольких попыток государственного переворота. В мае 1955 года был раскрыт заговор среди армейских офицеров недалеко от города Таиф в Хиджазе. По всей видимости, под влиянием египетских офицеров, которых король Сауд в 1953 году пригласил группу примерно из ста египетских офицеров, чтобы заменить ими американских советников. Как сообщалось, данная группа планировала установить военное правление по египетскому образцу. Согласно отчету США, министр обороны и авиации принц Мишааль ибн Абдул-Азиз Аль Сауд подошел к обвиняемым на суде и воскликнул: «Кто из вас считает себя Гамаль Абдель Насером?». Командир группы, подполковник Ганим Мудайя аль-Хамиди, был, как указывает его имя, из района Хамид к юго-востоку от Таифа, и в июне король Сауд решил посетить данный район и раздать дары. Хотя насеровский аспект этой попытки государственного переворота кажется очевидным, исследователь Сара Исраэли преуменьшает его значение и полагает, что эта попытка больше связана с сокращением заработной платы и недовольством развитием НГСА  .
Попытка государственного переворота 1955 года была лишь одним из многих признаков нелояльности регулярных вооруженных сил. В октябре 1962 года экипаж четырех саудовского воздушного транспорта, доставлявшие грузы йеменским роялистам, перебрались в Египет, из-за чего правительство приняло срочные меры: вся авиация страны была остановлена, и саудовцы попросили США патрулировать воздушное пространство Саудовской Аравии. В следующем месяце было обнаружено, что другая группа саудовских пилотов ВВС, на этот раз все были членами королевской семьи, планировала переворот, но им удалось бежать в Египет. 
В 1950-х и 1960-х годах в регионе произошли многочисленные государственные перевороты. Военный переворот Муаммара Каддафи, свергнувший монархический режим короля Идриса I в богатой нефтью Ливии в 1969 году, был особенно зловещим для Саудовской Аравии, поскольку социально-политические условия в обеих странах были схожими. 
В ответ саудовский режим сконцентрировал усилия на укреплении своих вооруженных сил, в частности, авиации, Национальной гвардии и служб безопасности, которые были разделены на контрразведку и генеральное управление безопасности. Второй вице-премьер и министр внутренних дел принц Фахд ибн Абдул-Азиз Аль Сауд контролировал все службы безопасности. Армейские части были разбросаны по всей стране, и ей никогда не разрешалось концентрироваться вблизи основных центров. После 1962 года пилотов набирали только из членов королевской семьи и других влиятельных семей. Попытка государственного переворота в июне 1969 г. показала, что эти шаги не дали ожидаемого эффекта. В результате король Фейсал создал сложный аппарат безопасности и жестко подавлял инакомыслие. Как и во всех других своих действиях, король Фейсал оправдывал эту политику исламскими терминами. В начале своего правления, столкнувшись с требованиями принятия конституции, король Фейсал ответил, что «наша конституция – это Коран».
В конце 1960-х – начале 1970-х годов в Саудовской Аравии действовало несколько подпольных левых организаций: «Фронт национального освобождения Саудовской Аравии», «Союз народа Аравийского полуострова» и некоторые новые группы, в том числе «Революционная партия Неджда» (которая объявила о своем намерении выступить против «реакционной правящей клики») и «Национальный демократический фронт Саудовской Аравии», основанный бывшими баасистами и насеристами. Хотя их штаб-квартира находилась за пределами королевства, у них могли быть активные члены в стране .

## Заговор
В руках заговорщиков находилось несколько самолетов ВВС. Их план состоял в том, чтобы при помощи боевых самолетов нанести удары по королевскому дворцу в Эр-Рияде, с целью убить короля Фейсала, его брата   принца Султана ибн Абдул-Азиз Аль Сауда — министра обороны и авиации , и других высокопоставленных принцев, которые могли бы стать его преемниками. После смерти короля и принцев заговорщики планировали объявить об образовании Республики Аравийского полуострова. Многие заговорщики были выходцами из Хиджаза; с 1916 по 1925 гг. существовало независимое королевство Хиджаз, пока оно не было аннексировано саудовцами в 1925 году. Считалось, что один из главных заговорщиков, Юсуф Таввил, торговец из Хиджаза и лично знакомый с принцем Фахдом, придерживался сепаратистских убеждений Хиджаза. Другими участниками заговора были выходцами из Неджда или сунниты из Восточной провинции. После того, как спецслужбы Саудовской Аравии выявили заговорщиков, последовала волна массовых арестов, включая аресты 28 подполковников и 30 майоров, а также около 200 других офицеров. К концу 1969 г. около 2000 человек были арестованы в связи с попыткой государственного переворота. 
В число вовлеченных в заговор должностных лиц входили шестьдесят офицеров ВВС, директор академии ВВС в Дахране, директор военных операций, начальник канцелярии начальника штаба, командующий военным гарнизоном в Аль-Ахса, бывший начальник штаба армии, бывший командующий гарнизоном Мекки, генеральный директор корпуса обслуживания, директор по делам офицеров Академии внутренней безопасности, чиновники «Petromin Corporation» , директор Института государственного управления, младший офицер из семьи Ас-Судайри и другие официальные лица  . 
Органы безопасности арестовали от 200 до 300 офицеров, в основном в званиях ниже майора. По сообщению «Союза народа Аравийского полуострова», среди них был полковник Дауд ар-Руми, начальник дахранской базы, и командующий дахранским округом Саид аль-Омари, которые умерли под пытками. Были также схвачены связанные с революционными офицерами рабочие нефтяной промышленности, чиновники, банковские служащие. Среди арестованных оказались йеменские рабочие, палестинские техники. Фронт национального освобождения  сообщил, что 40 человек, обвиненных в попытке переворота, были казнены в августе   . Некоторым участникам удалось бежать из страны.

## Последствия
Сообщения о массовых арестах, казнях и пытках в тюрьмах публиковались в иностранной прессе в течение нескольких месяцев после раскрытия заговора . Поступали сообщения и о других попытках государственного переворота в сентябре и ноябре 1969 г., а также в апреле – мае и июле 1970 года. Не исключено, что саудовские власти заявляли о существовании новых заговоров для оправдания своих репрессивных мер. По оценкам некоторых саудовских эмигрантов, в 1973 году в королевстве находилось около 2000 политических заключенных, хотя эта цифра кажется преувеличенной.
С декабря 1977 по декабрь 1979 г. в Саудовской Аравии были предприняты 11 попыток государственного переворота. Временами в оппозиционное движение вовлекалась и саудовская элита. Так, 3 июля 1978 г. были преданы суду 41 эмир и 71 офицер саудовских ВВС за причастность к заговору, направленному на осуществление государственного переворота. Эмиров судил Верховный суд, а летчиков – военный трибунал. Среди осужденных были судом эмиров трое происходили из клана Ас-Судайри, а 11 – из влиятельного клана Рашидидов. Эмиры были приговорены к разным срокам наказания (от 1 до 15 лет), а всех военных летчиков приговорили к смертной казни. 6 октября 1978 г. они были расстреляны, а в ноябре 1978 г. было арестовано еще 160 офицеров Национальной гвардии и ВВС.